# Ion Grămadă
Ion Grămadă (n. 3 ianuarie 1886, Zaharești, România – d. 27 august 1917, Cireșoaia, Bacău, România) a fost un scriitor, istoric și publicist bucovinean, erou al Primului Război Mondial.

## Viața
În adolescență, își trimite primele încercări literare spre publicațiile vremii. Nuvelele și schițele sale vor apărea în numeroase reviste: Junimea literară, Luceafărul, Viața românească, Tribuna etc. Se va înscrie la secțiunea litere, specializarea istorie și geografie, a Universității din Cernăuți. Se transferă apoi la Universitatea din Viena, unde devine doctor în litere cu o teză despre participarea românilor la Asediul Vienei din 1683. Publică numeroase nuvele, schițe istorice și comentarii politice în presa timpului.

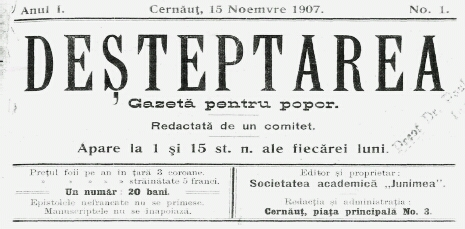
Gazeta Deșteptarea apărută la Cernăuți în 1907, fondată de Ion Grămadă

În anul 1907 înființează gazeta Deșteptarea din Cernăuți, una dintre  cele mai populare ale vremii. Este apoi redactor la publicațiile Românul și Viața nouă. Implicat, ca redactor și comentator, în problemele politice legate de soarta Bucovinei, Ion Grămadă susține punctul de vedere național privitor la drepturile legitime ale românilor.
După izbucnirea Primului Război Mondial, se înrolează voluntar în Armata Română și cere să fie trimis în linia întâi a frontului. La comanda unui pluton al vânătorilor de munte, cade în luptă pe câmpul de la Cireșoaia, în timpul unui asalt al trupelor române spre înălțimile Cireșoaia și Coșna. Este îngropat de camarazi într-o poiană a locului.
În iunie 1926, rămășițele sale pământești sunt aduse la Suceava și îngropate cu onoruri în cimitirul orașului.
În semn de prețuire a memoriei sale, la 26 august 2007 s-a inaugurat un bust al eroului Ion Grămadă pe o ridicătură de pământ de pe partea dreaptă a DN17 (E58), în dreptul localității Stroiești. 

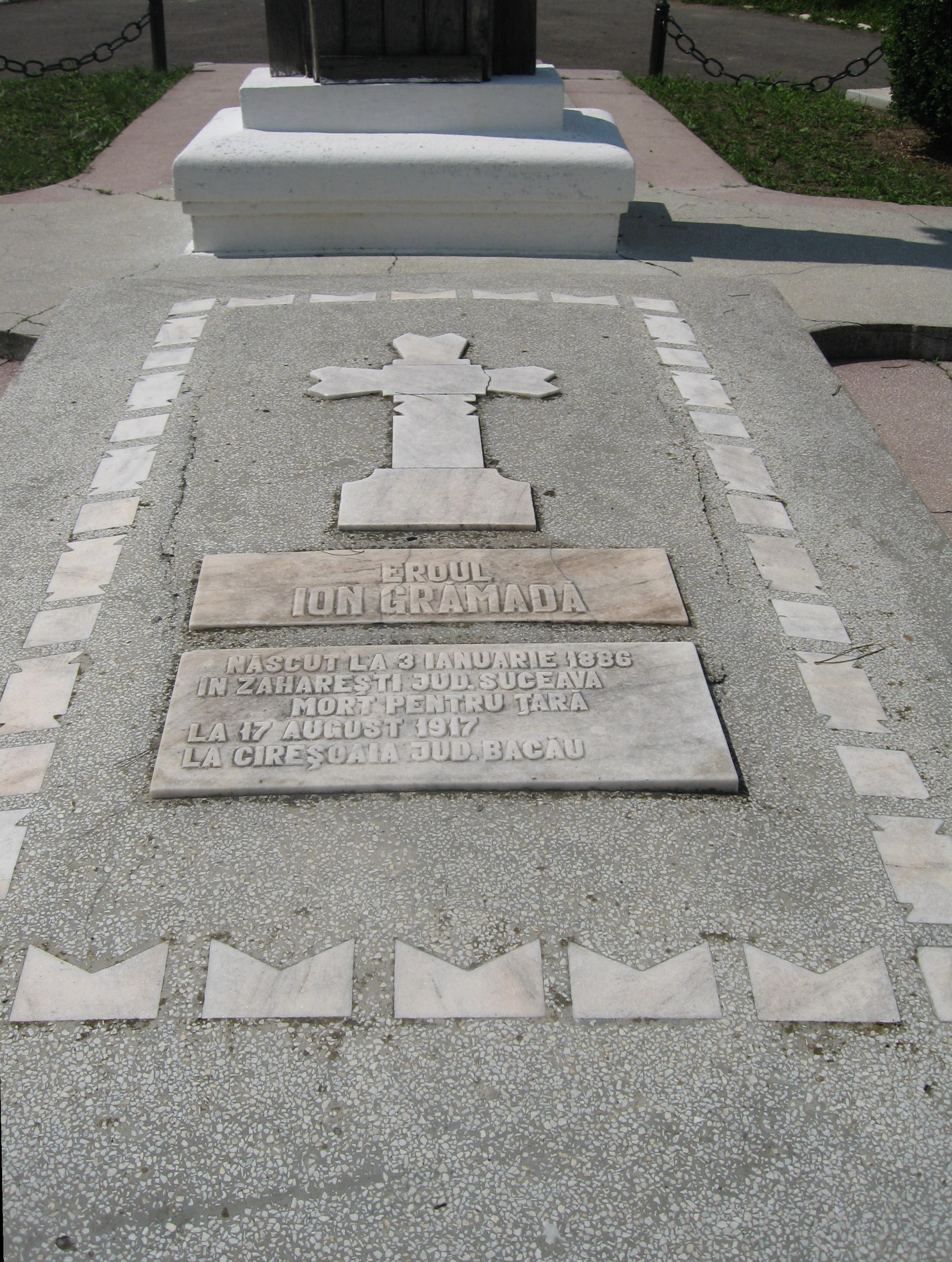
Mormântul lui Ion Grămadă

## Scrieri
- Din Bucovina de altădată. Schițe istorice, ed. Institutului de Arte Grafice C. Sfetea, București, 1911;
- Anteil der Rumänen an der Belagerung Wiens - teză de doctorat, nepublicată;
- Scrieri literare, Institutul de Arte Grafice și Editură "Glasul Bucovinei", prefațată de "Studiu asupra vieții și operei lui" de Constantin Loghin, Cernăuți, 1924;
- O broșură umoristică. Câteva reflexiuni la "Habsburgii și Românii" părintelui Victor Zaharovschi, ed. Societatea tipografică bucovineană, Cernăuți, 1909;
- M. Eminescu. Contribuții la studiul vieții și operei sale, Heidelberg, 1914;
- Societatea academică socială literară "România Jună" din Viena: 1871-1911, monografie istorică, Cernăuți, 1912;
- Cartea sângelui, ed. Mușatinii, Suceava, 2002.